# 이정하 (인권활동가)
이정하는 사단법인 정신장애와 인권 파도손의 대표이자 장애인 인권 활동가, 미술가이다. 모 대학에서 시각디자인을 전공하고 애니메이션 제작 회사에 다니던 중 조현병 진단을 받고 20년 이상을 투병하였다. 2017년 정신장애 당사자 단체인 파도손을 설립하여 정신장애인의 인권 옹호 활동을 벌임과 동시에 미술가로서도 꾸준한 활동을 하고 있다. 그는 파도손 설립과 인권 운동 시작 계기로, 정신병원에서의 강제 입원과 약물 치료 경험에서 비롯된 문제의식을 꼽고 있다. 2023년 번역된 책인 《미쳤다는 것은 정체성이 될 수 있을까》의 추천사를 썼다.

## 생애
이정하 대표가 정신장애인 인권운동을 하게 된 계기는 어렸을 때부터다. 부모가 돈을 벌어야 하는 관계로 친척 집에 있게 된 이 대표는 9살부터 친척들로부터 성추행·성폭행을 당했지만, 누구에게도 말할 수 없어, 그때부터 환청이 생겼다. 이에 이 대표 가족들은 강제입원 조치를 취했고, 8번의 폐쇄병동 강제입원으로 격리와 물리적·화학적 강박을 경험한 이 대표는 입·퇴원을 반복하며 몸이 망가져 장애를 입었다.
그러다 내과병동에서 감시·통제 없는 치료로 일상생활이 가능함을 경험한 이 대표는 살기 위해, 사회에 정신장애인의 목소리가 필요하다고 보던 와중에, 2009년부터 정신장애인들의 온라인 정보교환에 참여한다. 2013년 오프라인에서 단체 결성 이야기가 나오자, 이 대표는 정신장애인 문화예술협동조합을 결성하려 했지만, 정신장애인에 대한 차별적인 사회 인식과 정신장애인의 경제적 취약성으로 인해 협동조합 결성이 무산됐다.
이후 정신장애인에 대한 편견에 기반한 제도 변화가 없는 한 활동할 수 없을 것으로 느낀 이 대표는 인권운동을 했지만, 여전히 정신장애인을 강제입원 대상으로 보는 사회 인식이 강해 운동에 어려움이 많았다. 그러다 강제입원 요건 강화가 내용인 2016년 정신건강복지법 개정을 계기로, 2017년 박환갑 현 파도손 사무국장의 지원으로 사단법인 ‘정신장애와 인권 파도손’을 설립했다. 파도손은 ‘마음이 파도칠 때 서로 잡는 손’이란 뜻으로 2013년에 지어진 이름이다.

## 작품 세계
어릴 적부터 사물의 감정에 이입한 그림을 즐겨 그리곤 했다. 환각과 환청을 무섭게 그리기보다는 다정하게 그리는 화풍을 가지고 있다. 그는 이를 두고 환각이 외부의 생각과는 달리 단순하지 않다고 말했다. 또한 밀려난 바깥 공간을 그리워하는 그림을 그리기도 했다. 그는 그림을 그릴 때 살아있는 것 같은 느낌이 든다고 말했다.